# Curatele
Curatele is een zware rechterlijke maatregel ter bescherming van een meerderjarige die naar objectieve maatstaven als gevolg van een lichamelijke of geestelijke stoornis niet (meer) in staat is om zijn of haar vermogensrechtelijke belangen behoorlijk waar te nemen. Instellen van de maatregel betekent dat de persoon juridisch handelingsonbekwaam wordt en iemand anders in plaats van deze persoon de belangen behartigt. Juridische basis hiervoor in Nederland is de Wet curatele, beschermingsbewind en mentorschap (BVKZ). Lichtere maatregelen om vermogen en rechthebbende te beschermen tegen onverstandig en ondeugdelijk beheer zijn het beschermingsbewind en mentorschap.
Iemand die onder curatele is gesteld, wordt wel 'curandus' genoemd. Curandus is het gerundivum van het Latijnse curare (zorgen), curandus betekent in deze context dan "de persoon voor wie gezorgd moet worden". De rechter die de curatele over een curandus uitspreekt, benoemt ook een curator ("verzorger"). De curator behartigt zowel de persoonlijke als de zakelijke belangen van de onder curatele gestelde. In plaats van het begrip curator wordt ook het begrip bewindvoerder gebruikt, wat verwarrend is omdat een bewindvoerder een rol speelt wanneer goederen onder bewind zijn gesteld en niet een persoon, over een persoon kan geen bewind worden gevoerd. Wel kan in Nederland voor de duur van de procedure waarin over een ondercuratelestelling wordt beslist, door de rechter een provisionele bewindvoerder worden benoemd die de goederen beheert totdat de rechterlijke beslissing is genomen. De betrokken persoon staat dan dus nog niet onder curatele (art. 1:380 BW).

## Nederland
In tegenstelling tot de termen curatele en curator komt de term curandus in Nederland niet voor in wetteksten. In 2008 is de Grondwet gewijzigd waarin de uitsluiting van curandi van het kiesrecht is geschrapt. Deze zou wellicht in strijd zijn met artikel 26 IVBPR.
Het Centraal curatele- en bewindregister (CCBR) bevat behoudens uitzonderingen de gevallen van curatele of bewind. Om een persoon in het register online op te zoeken moet de achternaam en de geboortedatum worden ingevoerd. Zo kan men vóór het sluiten van een overeenkomst met een persoon behoudens uitzonderingen nagaan of de overeenkomst geldig zou zijn. Als een persoon samen met een tweede persoon een overeenkomst wil sluiten met een bedrijf of een derde persoon, waarbij de eerste en tweede persoon hoofdelijk aansprakelijk zijn, is het ook belangrijk om te weten of de tweede persoon  onder curatele of bewind staat, omdat de eerste persoon dan alleen opdraait voor de verplichtingen van de overeenkomst (net als wanneer de tweede persoon weigert te betalen of geen geld heeft).